# Skoblok
En skoblok er en genstand tilpasset formen af en fod, som oftest fremstillet i træ, og er beregnet til at sætte i sko, når disse ikke bliver benyttet. Skoblokke er tiltænkt at absorbere fugt og bevare skoens form - frem for alt sko fremstillet af ægte læder - for at undgå revner og dermed forlænge skoens liv. Traditionelt foretrækkes cedertræ som materiale til skoblokke, der anses for velduftende og som absorberer fugt.